# دببة سي بي
دببة سي بي (بالإنجليزية: CB Bears) هو مسلسل رسوم متحركة أمريكي من إنتاج شركة هانا باربيرا للإنتاج، وتم عرضه على قناة إن بي سي من 10 سبتمبر إلى 3 ديسمبر 1977، وتم عرضه في الوطن العربي على عدة محطات عربية مثل طيور الجنة، قناة سمسم، التلفزيون الأردني، تلفزيون الكويت وغيرها.

## وصلات خارجية
- دببة سي بي على موقع IMDb (الإنجليزية)
- دببة سي بي على موقع كينوبويسك (الروسية)
- دببة سي بي على موقع قاعدة بيانات الفيلم (الإنجليزية)